# 仲谷一志・下田文代のよなおし堂
『仲谷一志・下田文代のよなおし堂』（なかたにひとし・しもだふみよのよなおしどう）はRKB毎日放送（RKBラジオ）のラジオ番組。2017年10月3日開始。

## 番組概要
RKBラジオのパーソナリティとして長年活躍している仲谷とRKB報道記者として、20年のキャリアを持つ下田が「大人の知的エンターテインメント」をテーマに放送する生ワイド番組。
放送開始から2019年3月までは『仲谷一志・下田文代の夜なおし堂』として放送した（読みは同じ）。
2019年4月より、帯番組として放送開始。これまでの『坂口卓司のラジコミ。』『門馬良 デイリーファイル』『富永倫子のノリスタ』『鬼スポ 花の応援団!』の流れを継ぐ「RKB平日夕方の生ワイド番組枠」として、情報番組としての体裁を保つ編成となっているが放送枠が繰り上げられた為、『ネットワークトゥデイ』（TBSラジオ）は内包していない。
2023年4月改編で平日帯（月曜 - 木曜）ワイド番組『＃さえのわっふる』を13:00 - 17:48に放送。当番組は金曜 14:00 - 17:48 に放送枠を移動した。17時台は『＃さえのわっふる ホークスイニング0』とサブタイトルを合わせた『よなおしホークスイニング0』となり、同様のホークス応援パートとなった。
同年10月改編で金曜 14:00 - 17:25に放送時間を変更した。
2024年4月改編で再び17時48分まで放送終了時間を拡大し、前年同様17時台は『ホークスイニング0』として放送。イニング0のみあらた（むなかったん）が登場する。

## 放送時間
- 火曜日 - 金曜日 20:00 - 21:47（JST。2017年10月3日 - 2018年3月29日）
- 月曜日 - 金曜日 15:00 - 17:00（JST。2018年4月2日 - 2019年3月29日[4]）
- 月曜日 - 金曜日 15:00 - 17:30（JST。2019年4月1日 - 2020年9月25日）
- 月曜日 - 金曜日 16:00 - 19:00（JST。2020年9月28日 - 2021年3月26日）
- 月曜日 16:00 - 18:45、火曜日 - 金曜日 16:00 - 17:30（JST。2021年3月29日 - 2021年9月30日）
- 月曜日 - 木曜日 16:00 - 19:00（JST。2021年10月4日 - 2022年3月24日､2022年9月28日 - ）
- 月曜日 16:00 - 18:45、火曜日 - 木曜日 16:00 - 17:30（JST。2022年3月28日 - 2022年9月27日）
- 金曜日 14:00 - 17:48（JST。2023年3月31日 - 9月29日、2024年4月5日 -　）
- 金曜日 14:00 - 17:25（JST。2023年10月6日 - 2024年3月29日）

## パーソナリティ
- 仲谷一志
- 下田文代（RKBアナウンサー）
- あらた（とらんじっと。2024年春から、17時台ホークスイニング0のみ登場）

## コーナー
- 今日のハヤボリ
- よなおしプロジェクト
- よなおしジャッジメント
- 河村通夫の大自然まるかじりライフ…フロート番組。2018年4月から
- 下田文代のビタミンチャージ…フロート番組。2018年4月から（不定期放送）。
- きょうのフカボリ
- 大人の嗜み
- Private News
- 一志・文代のちょっと言わせて
- 過払い金まるごと法律相談（水曜）
- RKB 週イチ!反省会（金曜）…2018年3月までは「RKB 今日イチ!反省会」として毎日放送。
- ネットワークトゥデイ…2023年3月まではTBSラジオのネット受けだったが同年4月より当番組に内包した為、TBSラジオのネット受けを止めて、企画ネット番組に変更。下田がニュース原稿を読む。同年10月6日より当番組の放送時間を変更した為、単独番組として独立。同時にTBSラジオのネット受けを再開した。

## 特別番組
- 「仲谷一志・下田文代の迎春! 与なおし堂」（2018年1月1日　6:30～18:00）[5]